# Белополосая ласка
Белополосая ласка (лат. Mustela strigidorsa) — малоизученный и редкий вид семейства куньих. Длина тела (с головой) у самки пойманной в Лаосе была около 285 мм, хвост — 152 мм. Встречаются на северо-востоке Ориентальной области от Непала через северо-восточную Индию, Мьянму и южный Китай (Юньнань, Гуйчжоу) до Вьетнама и Лаоса на высотах от 1000 м до 2500 м.
Очень мало данных по биологии белополосой ласки. Её находки приурочены к различным местам обитания — от предгорных джунглей до высокогорных вечнозелёных лесов, что пока не позволяет сделать выводы об её предпочитаемых биотопах и экологических условиях.